# 瓦讷河畔圣伯努瓦
瓦讷河畔圣伯努瓦（法語：Saint-Benoist-sur-Vanne，法語發音：[sɛ̃ bənwa syʁ van]）是法国奥布省的一个市镇，位于该省西部，属于特鲁瓦区。

## 地理
瓦讷河畔圣伯努瓦（48°14'9"N, 3°40'13"E）面积16.68 平方千米，位于法国大東部大區奥布省，该省份为法国中北部省份，北起马恩省，西接塞纳-马恩省，西南至约讷省，东南至科多尔省，东临上马恩省。
与瓦讷河畔圣伯努瓦接壤的市镇（或旧市镇、城区）包括：派西科东、普朗蒂、里尼勒费龙、维莱讷。

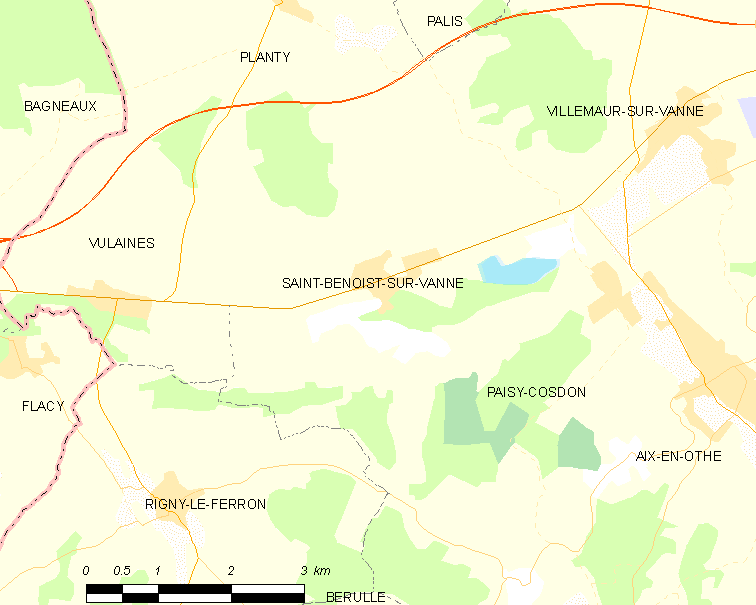
瓦讷河畔圣伯努瓦的OSM定位图

瓦讷河畔圣伯努瓦的时区为UTC+01:00、UTC+02:00（夏令时）。

## 行政
瓦讷河畔圣伯努瓦的邮政编码为10160，INSEE市镇编码为10335。

## 政治
瓦讷河畔圣伯努瓦所属的省级选区为艾克斯-维勒莫尔-帕利斯县。

## 人口

1962-2008年间瓦讷河畔圣伯努瓦人口变化图示

瓦讷河畔圣伯努瓦于2022年1月1日时的人口数量为229人。